# Schuko

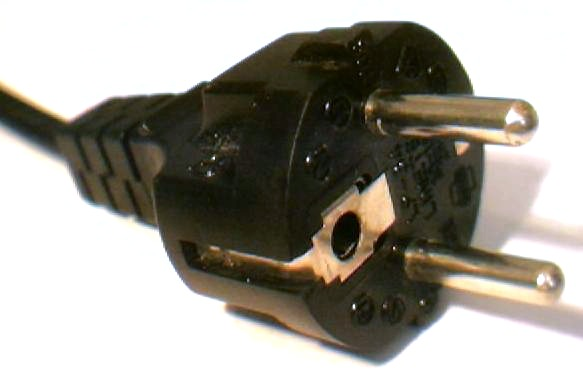
Endoll híbrid Schuko/Francès CEE 7/7.

Schuko és un sistema d'endoll i presa de corrent que es defineix en l'estàndard "CEE 7/4" com a "Tipus F". Un endoll Schuko està format per dues clavilles cilíndriques, de 4,8 mm de diàmetre, 19 mm de longitud i separades 19 mm, per als contactes de la fase i el neutre, més dos contactes plans en les parts superior i inferior dels laterals de l'endoll destinats per connectar la terra. Les preses schuko formen una cavitat en la qual s'insereix l'endoll. Tant les preses com els endolls Schuko són simètrics, de manera que també es poden connectar si es giren 180 graus. Com molts altres tipus d'endolls europeus, els endolls schuko accepten endolls europlug. Els endolls schuko es consideren molt segurs quan es combinen amb les preses de corrent schuko però la seguretat no està certificada quan es fan servir amb qualsevol altre tipus de connector. "Schuko" és la forma abreujada del terme alemany schutzkontakt (literalment: contacte protector), el que senzillament indica que tant l'endoll com la presa estan equipats amb contactes de protecció a terra (en forma de ganxos en lloc de clavilles).

## Funcionament

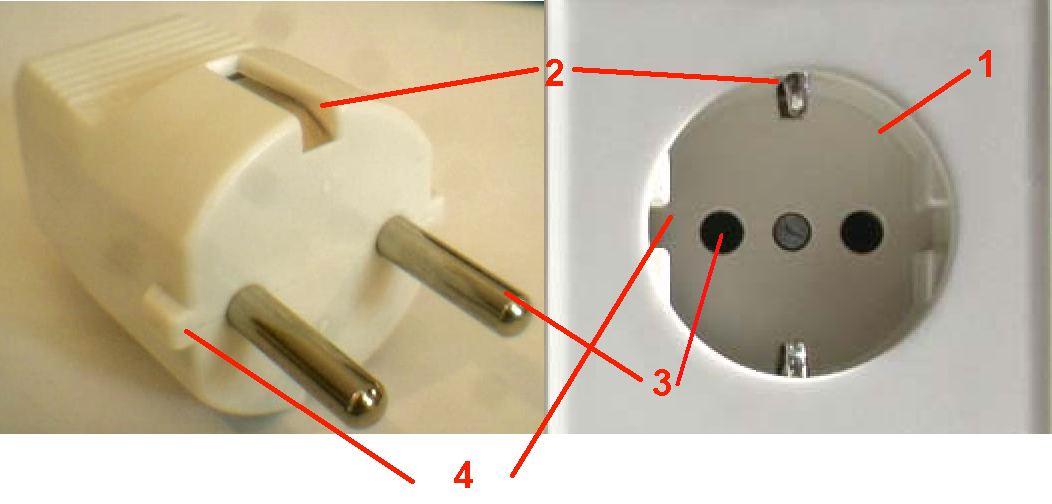
Endoll i presa de corrent Schuko CEE 7/4

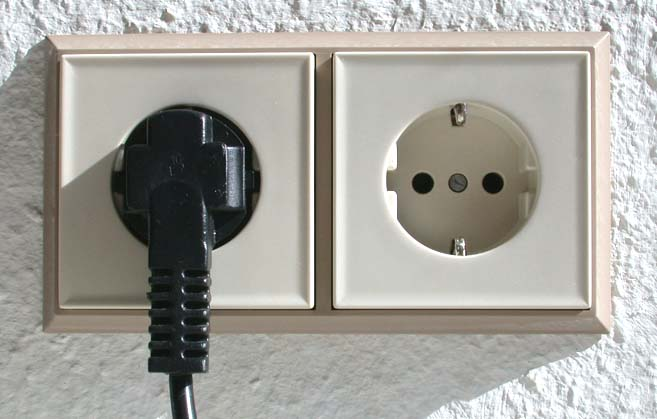
Presa doble Schuko amb un endoll connectat.

Els connectors Schuko s'usen normalment en circuits de 230 V, 50 Hz i per a corrents no superiors a 16 A. Quan s'introdueix en la presa de corrent, l'endoll Schuko cobreix tot l'orifici d'aquesta ( 1 ) i estableix una connexió de protecció a terra a través de la connexió de terra ( 2 ), prèviament les clavilles de la fase i el neutre ( 3 ) estableixen connexió, prevenint així que els usuaris puguin tocar les clavilles connectades. (Per aquest motiu el sistema schuko no requereix clavilles parcialment aïllades com en canvi fan servir altres sistemes com l'europlug i els endolls Britànics i Australians). Un parell d'osques no conductores a manera de guies ( 4 ) en els costats dret i esquerre proporcionen un estabilitat extra possibilitant un ús segur de connexions grans i pesades (p. ex.: adaptadors o temporitzadors).